# Écleux
Écleux ist eine französische Gemeinde im Département Jura in der Region Bourgogne-Franche-Comté. Sie gehört zum Arrondissement Dole und zum Kanton Mont-sous-Vaudrey. 

## Geographie
Die Gemeinde Écleux liegt rund 26 Kilometer südöstlich von Dole und 40 Kilometer südwestlich von Besançon am Flüsschen Larine, das in der Nachbargemeinde Chamblay in die Loue mündet. 
Nachbargemeinden von Écleux sind Chissey-sur-Loue im Norden, Villers-Farlay im Osten, Villeneuve-d’Aval im Süden und Chamblay im Westen.

## Weblinks

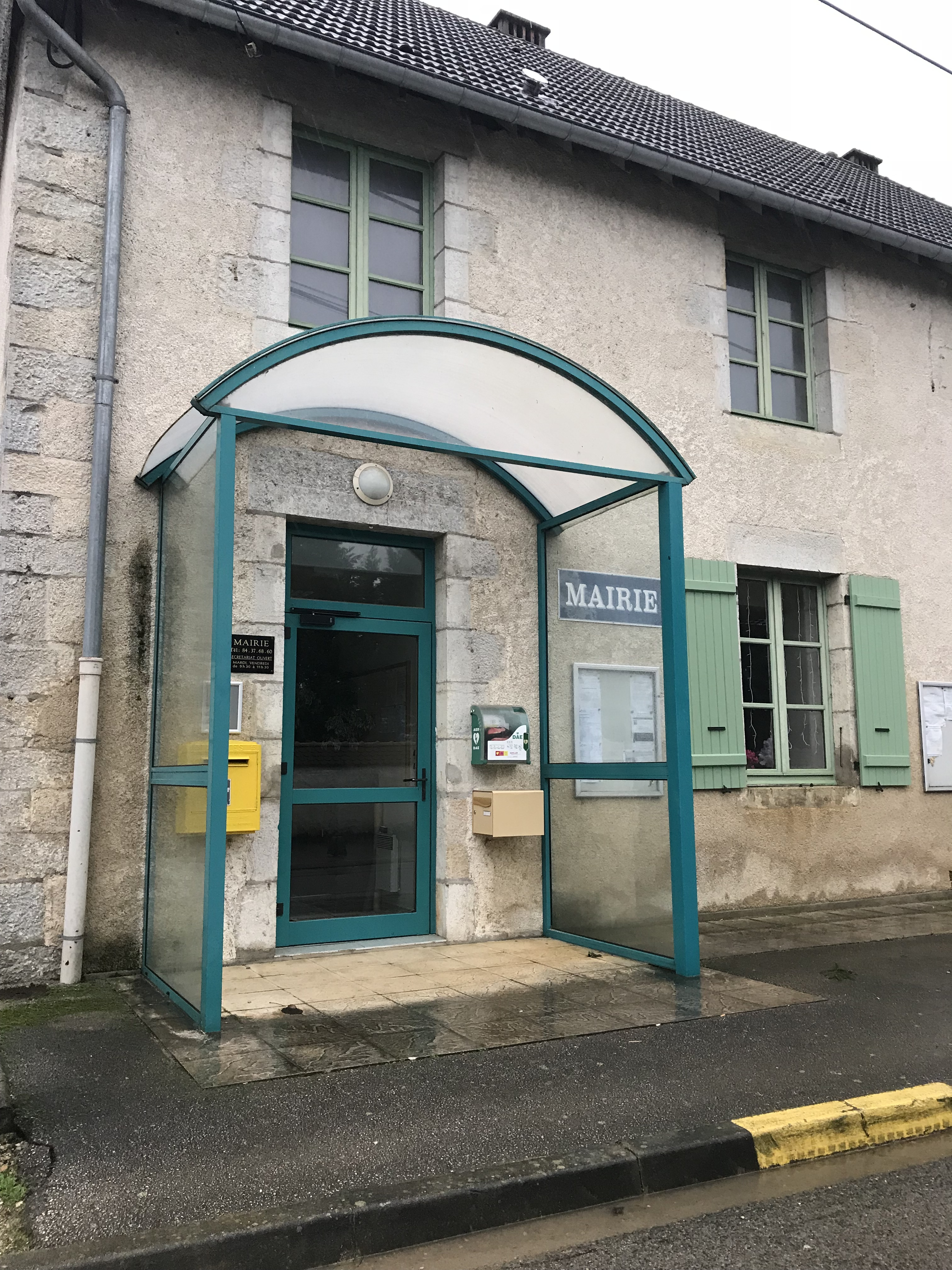
Mairie Écleux

## Bevölkerungsentwicklung
| Jahr                       | 1962 | 1968 | 1975 | 1982 | 1990 | 1999 | 2006 | 2017 |
| Einwohner                  | 170  | 146  | 110  | 119  | 136  | 153  | 183  | 224  |
| Quellen: Cassini und INSEE |      |      |      |      |      |      |      |      |